# Karl Leonhard Reinhold
Karl Leonhard Reinhold (Viena, 26 octubre 1758 - Kiel, 10 d'abril de 1823) va ser un filòsof i, com a escriptor, el més important representant d'origen austríac de la Il·lustració alemanya. El seu fill Ernst Christian Gottlieb Reinhold (1793-1855) també va ser filòsof. Reinhold és reconegut com qui va preparar el terreny a la recepció de la filosofia transcendental crítica d'Immanuel Kant en l'àmbit lingüístic alemany. Va intentar elaborar la filosofia crítica com una «filosofia elemental», en la qual la raó i la sensibilitat són derivades des de la «facultat de representació» (Vorstellungsvermögen). Amb els seus escrits centrals relacionats, Versuch einer neuen Theorie des menschlichen Vorstellungsvermögen (Assaig d'una teoria de la facultat humana de representació, 1789), Beyträge zur Berichtigung bisheriger Missverständnisse der Philosophen, Erster Band (Contribucions per a la correcció dels malentesos dels filòsofs fins aquest, tom I, 1790) i Über das Fundament des philosophischen Wissens (Sobre el fonament del saber filosòfic, 1791), va oferir una significativa contribució al desenvolupament de la filosofia de l'idealisme alemany.

## Obres (selecció)
- Briefe über die Kantische Philosophie (Cartes sobre la filosofía kantiana), 1786-1787 (publicades en el Teutscher Merkur de Wieland).
- Versuch einer neuen Theorie des menschlichen Vorstellungsvermögens (Assaig d'una nueva teoría de la facultat de representació humana). Widtmann & Mauke, Praga y Jena, 1789.
- Beiträge zur Berichtigung bisheriger Missverständnisse der Philosophen. Vol. I, Jena, 1790.
- Über das Fundament des philosophischen Wissens (Sobre el fonament del saber filosòfic). Jena, 1791.
- Auswahl vermischter Schriften (Selecció miscelània d'escrits). 1797.